# На каждом километре II
«На каждом километре II» — вторая часть героико-приключенческого многосерийного телевизионного фильма «На каждом километре» (производство Народной Республики Болгарии совместно с Венгрией), состоит из двух частей).
Во второй части сериала главные герои первой части продолжают бороться с внутренними и внешними врагами социалистической Болгарии, многие из которых также знакомы по первой части. Так, Богдан Велинский становится главой международной шпионской сети, целью которой было уничтожение нового строя в Болгарии. Ему оказывает поддержку полковник Перси, агент американской разведки, работающий в Болгарии под прикрытием дипломатической службы.

## Роли и исполнители
- Стефан Данаилов — Никола Деянов (Сергей, доцент Милев), коммунист, партизан и разведчик
- Григор Вачков — Димитр Атанасов (Митко Бомба, Бомбов, Бомбаджиев), друг детства и соратник Деянова
- Георгий Черкелов — Богдан Велинский, полковник тайной полиции царской Болгарии, впоследствии агент западных спецслужб.[1]
- Петар Пенков — Симеон «Монька» Каназирев, полицейский начальник, работающий совместно с Велинским; одноклассник Деянова
- Коста Цонев — полковник Джон T. Перси
- Любомир Кабакчиев — Алексей Петрович "«Алеша» Вершинин, советский разведчик
- Георги Попов — майор Вайсс
- Пётр Слабаков — инженер Петров
- Стефан Илиев — майор Лесли, сотрудник британских спецслужб
- Любен Миладинов
- Асен Миланов — Нильсен
- Стефан Гецов — полковник, позднее генерал Бранев

## Съёмочная группа
- Режиссёры: Неделчо Чернев, Любомир Шарланджиев
- Авторы сценария: Свобода Бычварова, Евгений Константинов, Костадин Кюлюмов, Павел Вежинов
- Операторы: Эмил Вагенштайн, Иван Манев
- Композиторы: Атанас Бояджиев, Петар Ступел
- Симфонический оркестр Болгарского радио и телевидения, дирижер Васил Стефанов

## Список серий
1. День второй (Ден втори) — 64 минуты
Бывшие партизаны Никола Деянов и Митко Бомба теперь сражаются не только с внешними врагами, но и с внутренними, которые начинают сотрудничать как c немцами, так и с английской и американской разведками. И майор Вайсс, и союзники пытаются добраться до запасов урана, спрятанного немцами в Родопских горах.
2. Ночи над Дравой (Нощи край Драва) — 75 минут
Январь 1945го года. Болгария объявила войну Германии. Болгарская армия в составе Третьего Украинского фронта сражается в Венгрии. В её составе много кадровых офицеров царской армии. Работники политуправления Никола Деянов и Митко Бомба отправляются туда, чтобы выявить среди них предателей.
3. С чужим лицом (С чуждо лице) — 85 минут
Николу Деянова засылают в тыл к немцам под видом капитана Недкова. Там он неожиданно встречает своего старого знакомого.
4. После полуночи (След полунощ) — 81 минута
Первая из серий фильма, действие которой происходит после окончания Второй мировой войны. Болгарские органы госбезопасности пытаются получить архив со списком агентов абвера. Но это же пытается сделать и американская разведка, на службу которой перешёл Богдан Велинский.
5. Тайна шифра (Тайната на шифъра) — 85 минут
Болгарская разведка пытается заполучить государственную царскую казну, доступ к которой имеет бывший дипломат Механджийский. То же самое пытается сделать и болгарское эмиграционное правительство. В игру включаются Богдан Велинский и полковник Перси, которые преследуют свои собственные интересы.
6. Хищник (Хищникът) — 84 минуты
Серия рассказывает о борьбе болгарских силовиков с «лесными братьями». В деревенской округе появляется бандит по прозвищу Хищник, препятствующий мирным болгарским крестьянам строить новую жизнь.
7. 12 апостолов (12-те апостоли) — 64 минуты
После третьего серьезного происшествия на производстве болгарские спецслужбы начинают подозревать, что это не что иное, как диверсии. Начав расследование, Никола Деянов и Митко Бомба берут под подозрение несколько странных личностей, в числе которых Елена Каназирева — вдова их давнего врага.
8. Шедевр Велинского (Шедьовърът на Велински) — 66 минут
Американская разведка пытается получить информацию о секретных научных разработках по блокировке работы двигателей на большом расстоянии, которые проводит профессор Драсов. Болгарские спецслужбы предотвращают происки противников, действующих под прикрытием американской военной миссии.
9. Бал на острове (Бал на острова) — 77 минут
Болгарская контрразведка получает несколько радиограмм из лагеря подготовки диверсантов. Контрразведчикам предстоит разобраться, посланы ли они друзьями — же или это очередная игра Велинского и Перси. Выяснить ситуацию пытается Митко Бомба.
10. Урок терпимости (Урок по толерантност) — 73 минуты
В африканской республике Нубия похищен болгарский инженер-химик Саматов. Никола Деянов, Митко Бомба и Алексей Вершинин пытаются выяснить цели, которые преследует американские разведчики, действующие под прикрытием организации «Корпус Мира».
11. Двойник Алана Стенли (Двойникът на Алън Стенли) — 76 минут
Болгарская контрразведка засылает Николу Деянова в шпионскую организацию, которой руководит Велинский. Деянов должен раздобыть архивы Велинского, используя все средства и меняя свою внешность.
12. Спустя годы (След години) — 82 минуты
Богдан Велинский, старый и уставший человек, пытается укрыться от мира в небольшом загородном доме. Однако Велинского находит его старый знакоммый полковник Перси, который, вместе с бывшим начальником Велинского полковником Лоуэллом, требует, чтобы Велинский поехал выполнять шпионскую миссию в Болгарию. Тот неохотно соглашается лишь после того, как американцы угрожают лишить его пенсии. По приезде в Болгарию Велинский убивает американского агента и встречается с Деяновым, пытаясь вступить с ним в сделку: в обмен на информацию он просит возможности спокойно доживать свой век в Болгарии. Но Деянов непреклонен: Велинский должен предстать в Болгарии перед судом, однако может навсегда уехать за границу. Велинский садится в поезд, со станции перед границей посылает телеграмму в КГБ Болгарии, что готов предстать перед судом. Однако не выдерживает переживаний и умирает в вагоне от сердечного приступа.
13. Большая скучная игра (Голямата скучна игра) — 71 минута
Никола Деянов и Митко Бомба раскрывают схему, по которой западные разведки получают секретную информацию из Болгарии и своевременно заменяют реальные секретные данные дезинформацией. Сериал заканчивается открытым финалом: Никола Деянов, Митко Бомба и французский агент болгарской разведки Гастон идут к Эйфелевой башне в Париже.

## Награды
- Актеры и съемочная группа удостоены Димитровской премии 1971 года.